# Wojsko Księstwa Warszawskiego (cykl obrazów Jana Chełmińskiego)

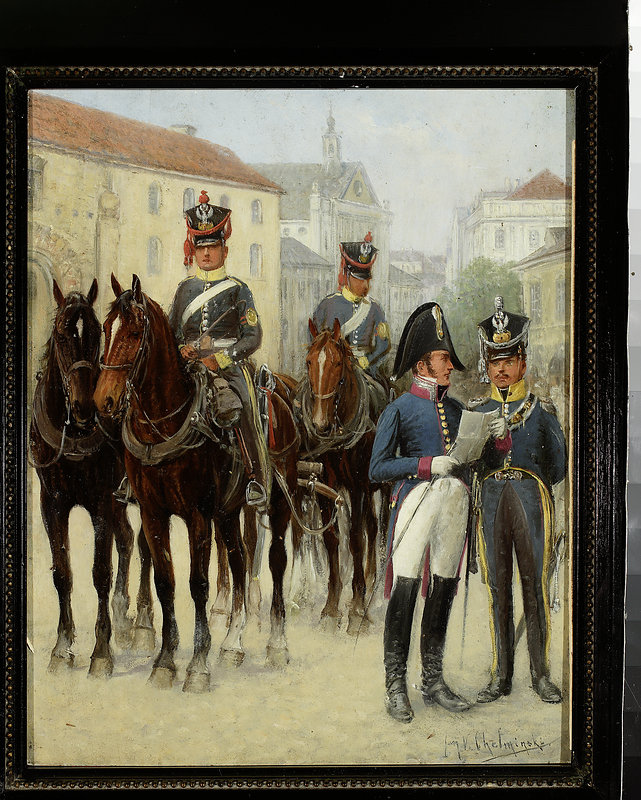
Komisarz wojenny, oficer i żołnierz pociągów – jeden z obrazów cyklu

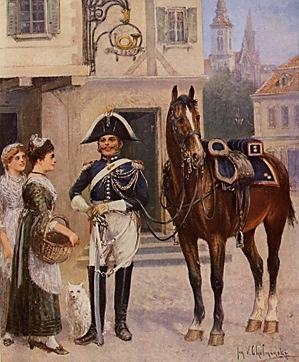
Żandarm – jeden z obrazów cyklu

Wojsko Księstwa Warszawskiego – cykl 48 obrazów autorstwa polskiego malarza Jana Chełmińskiego.

## Dane techniczne
Cykl powstał na przełomie XIX i XX wieku, a same obrazy zostały wykonane w technice olejnej na desce, o wymiarach zbliżonych do 29 × 23,5 cm. Wszystkie prace z cyklu opatrzone były sygnaturą autora: Jan V. Chełmiński. Prezentują żołnierzy Księstwa Warszawskiego z pełną ikonografią ówczesnych mundurów. W zamierzeniu autora obrazy miały dokumentować czasy napoleońskie. Szacowana wartość kolekcji to około 350 tysięcy złotych.

## Historia
Po raz pierwszy cykl prac został zaprezentowany przez artystę w listopadzie 1904, w paryskiej Galerie de Artistes Modernes, a następnie w 1907, w warszawskim Salonie Sztuki Stefana Kulikowskiego. W 1913, został opublikowany w Paryżu, album pod tytułem „L’Armée du Duché de Varsovie” zawierający reprodukcje wszystkich prac, opatrzone tekstami Alfonsa Malibrana, a oryginały oprawiono w ozdobne ramki i zostały z tej okazji ponownie zaprezentowane publicznie. W tym samym roku antykwariusz Roland Knoedler – szwagier artysty, podarował zbiór Muzeum Narodowemu w Warszawie, z zastrzeżeniem, że kolekcja zawsze będzie eksponowana w całości i pozostanie w Warszawie. Zarząd Muzeum przystał na żądanie i sprowadził prace do Polski, gdzie zostały wystawione w tymczasowej siedzibie Muzeum Narodowego przy ulicy Wierzbowej 11 w Warszawie, w 1914.
W 1920, w związku z utworzeniem Muzeum Wojska Polskiego w Warszawie, cały cykl prac przeszedł do jego zbiorów, gdzie był prezentowany w całości do 1939. W wyniku II wojny światowej część prac z cyklu zaginęła i ich losy do dzisiaj pozostają nieznane. Po 1945, w zbiorach Muzeum Wojska Polskiego znajdowało się zaledwie 25 prac, a jedna w Muzeum Narodowym w Warszawie. W 1953, uznano pozostałe 23 prace za zaginione w wyniku działań wojennych.
Zaginione prace zostały wykazane między innymi w opublikowanym w 2007, katalogu najcenniejszych strat wojennych Muzeum Wojska Polskiego – „Ograbione muzeum. Straty wojenne Muzeum Wojska w okresie II wojny światowej”.
Pierwszą z odzyskanych prac był „Komisarz wojenny, oficer i żołnierz pociągów” wystawiony na sprzedaż w domu aukcyjnym Agra-Art i w wyniku podjętych działań odzyskany przez Muzeum Wojska Polskiego w Warszawie.
W 2008, jedna z zaginionych prac pod tytułem „Żandarm” została odnaleziona w prywatnej kolekcji Heleny i Tadeusza Kwiatkowskich w USA. Identyfikacji dokonał kurator zbiorów głównych Muzeum Wojska Polskiego w Warszawie – Roman Matuszewski, na podstawie książki Renaty Wileńskiej pod tytułem „Kolekcja Heleny i Tadeusza Kwiatkowskich w Stanach Zjednoczonych” z 2006. O zwrot pracy wystąpiło Ministerstwo Kultury i Dziedzictwa Narodowego przy współpracy z Konsulatem Generalnym RP w Nowym Jorku. Właściciele obrazu – państwo Kwiatkowscy, wyrazili wolę zwrócenia obiektu prawowitemu właścicielowi i umożliwili wykonanie ekspertyzy, a po jej pozytywnym rozstrzygnięciu, Helena Kwiatkowska przekazała obraz do Konsulatu Generalnego RP. Obraz powrócił do Polski pod koniec stycznia 2009.
W dniu 23 listopada 2012, Muzeum Wojska Polskiego odzyskało kolejne 6 z zaginionych prac, które znajdowały się dotąd w Instytucie Polskim i Muzeum im. gen. Sikorskiego w Londynie, które przekazało prace bezpłatnie.